# ピンチカット
ピンチカット（英：pinch cut）とは、タイヤ内部のカーカスコードが切れ、サイドウォールの一部が瘤のように盛り上がってくる現象のことである。

## 原因
タイヤが縁石に乗り上げるなどをしてサイドウォールに強い衝撃を受けると、外見に傷がなくてもタイヤ内部のカーカスコードが損傷することがある。特にハイスピード走行中に乗り上げると起こりやすい。過積載やタイヤの空気圧が低いなど、タイヤに負荷がかかる条件下でも起こりやすくなる。また、カーカスコードが損傷してから徐々に進行し、いつのまにかピンチカットが起きている場合もある。
走行上はあまり変化も無く、タイヤの空気も抜けないので気付かないことが多いが、この状態のまま走行を続けるとバーストする可能性があり非常に危険。修理は不可能で、速やかなタイヤ交換が必要である。